# NGC 2541
NGC 2541 (другие обозначения — UGC 4284, MCG 8-15-54, ZWG 236.37, PGC 23110) — спиральная галактика с перемычкой (SBc) в созвездии Рысь.
Этот объект входит в число перечисленных в оригинальной редакции «Нового общего каталога».
На основе наблюдений с Хаббла в галактике были идентифицированы 34 цефеиды с периодами от 12 до 60 дней.